# Вилијамсбург (Флорида)
Вилијамсбург (енгл. Williamsburg) насељено је место без административног статуса у америчкој савезној држави Флорида.

## Демографија
По попису из 2010. године број становника је 7.646, што је 910 (13,5%) становника више него 2000. године.
| Група             | 2000.         | 2010.         |
| Белци             | 5.598 (83,1%) | 5.316 (69,5%) |
| Афроамериканци    | 133 (2,0%)    | 306 (4,0%)    |
| Азијати           | 266 (3,9%)    | 492 (6,4%)    |
| Хиспаноамериканци | 638 (9,5%)    | 1.316 (17,2%) |
| Укупно            | 6.736         | 7.646         |